# Головня, Сергей Николаевич
Серге́й Никола́евич Головня́ (род. 31 декабря 1980) — российский саксофонист. Арт-директор международного джазового фестиваля Koktebel Jazz Party.

## Биография
Сергей Николаевич Головня родился 31 декабря 1980 года в Москве, в семье известного педагога по классу гитары, Николая Михайловича Головни. Сергей окончил музыкальную школу по классу флейты, параллельно освоив саксофон, в 1999 году — Государственное музыкальное училище эстрадно-джазового искусства, а в 2004 — Московский университет Культуры и Искусств.
Молодой музыкант со временем приобрёл репутацию блестящего инструменталиста. Его приглашали в качестве солиста практически во все ведущие джазовые коллективы тех лет: биг-бэнды Олега Лундстрема и Игоря Бутмана, «МосГорТрио» Якова Окуня, «Каданс» Германа Лукьянова. Сергей Головня принимал участие во многих, в том числе и международных фестивалях, выходил на одну сцену с выдающимися американскими мастерами джаза — Джонни Гриффином, Эдди Хендерсоном, Джеймсом Сполдингом, Лью Табакиным, Лью Соллофом и др.
С 2012 по 2017 год работал в биг-бенде «Орфей». В 2016 году возглавлял биг-бенд Тульской филармонии, в 2017 году возглавил свой собственный оркестр «SG Big-Bend».
Лауреат международных конкурсов.
В 2010 году карьера Сергея Головни получила новое рождение. После нескольких лет отсутствия на сцене музыкант, испытав духовное перерождение, полностью погрузился в создание духовной музыки в жанре госпел, полностью соответствующей изменившемуся мировоззрению музыканта и отражающей всю глубину его переживаний.
Ежегодно Сергей Головня принимает участие в различных международных джазовых фестивалях, проходящих на разных площадках: в Москве, Коктебеле. В ходе фестиваля 2017 году С. Головня выступил с программой в коктебельском дельфинарии, а в последний концертный день внезапно гостем фестиваля стал президент России Владимир Путин.
28 февраля 2019 на сцене в Центральном Доме Журналиста со своим ансамблем С. Головня представил вокально-инструментальную программу, подготовленную специально для этого концерта. Специальный гость программы — джаз-вокалистка Карина Кожевникова. Событие получило широкое освещение как в специальных джазовых так и в национальных медиа.
Вместе с пианистом и композитором Кириллом Кузнецовым создал музыкальный проект «Smut & Smith». Презентация проекта состоялась в сентябре 2019 года.

## Дискография
1. 2013 — The Lord Is Good
2. 2013 — Vagif Sadykhov — Time Reflection (участие в записи, а также одна собственная композиция «Renewal», вошедшая в альбом)
3. 2014 — Touching The Sky
4. 2014 — Vagif Sadykhov&His Friends — The Play Of Shadows (участие в записи, как инструменталист-саксофонист)
5. 2014 — Vagif Sadykhov — Caspian Groove (участие в записи, как саксофонист- инструменталист)
6. 2015 — Vagif Sadykhov, Sergey Golovnja. Duet (участие в записи, как инструменталист-саксофонист, а также исполнение трёх своих авторских композиций: «SUNSHOVER»,"DAWN IN THE BEEMS OF LOVE","TIME FOR MIRACLES", внесённых в альбом
7. 2015 — Jazz In Heaven — A New Beginning
8. 2016 — Jazz In Heaven — Glorified Forever
9. 2018 — Second Live
10. 2021 — Сергей Головня, Чичерина — Душевное равновесие (сингл)